# Gangamela saturata
Gangamela saturata là một loài bướm đêm thuộc phân họ Arctiinae, họ Erebidae.